# Futbol Club Santa Coloma 2010-2011
Questa voce raccoglie le informazioni riguardanti il Futbol Club Santa Coloma nelle competizioni ufficiali della stagione 2010-2011.

## Stagione
Nella stagione 2010-2011 l'FC Santa Coloma ha disputato la Primera Divisió, massima serie del campionato andorrano di calcio, terminando la stagione al primo posto con 47 punti conquistati in 20 giornate, frutto di 14 vittorie, 5 pareggi e 1 sconfitta. Grazie a questo piazzamento si è qualificato al primo turno preliminare della UEFA Champions League 2011-2012. In apertura di stagione ha perso la Supercopa andorrana, perdendo contro il Sant Julià dopo i tempi supplementari. Nella Copa Constitució l'FC Santa Coloma è sceso in campo dal terzo turno, raggiungendo le semifinali dove è stato eliminato dal Sant Julià dopo i tiri di rigore. Nella UEFA Champions League l'FC Santa Coloma è stato subito eliminato al primo turno preliminare dai maltesi del Birkirkara. In occasione della gara di andata, poiché il campo dell'Estadi Comunal d'Aixovall era impraticabile a causa delle forti piogge cadute su Andorra nei giorni precedenti e la tardiva manutenzione del manto erboso da parte della società di Andorra hanno reso impossibile disputare la gara. L'UEFA, riconoscendo alla società andorrana la colpa di non aver garantito la praticabilità del campo da gioco, oltre alla sconfitta a tavolino ha comminato anche 10 000 euro di multa come punizione, sospesa per un periodo probatorio di due anni.

## Rosa
| N. |                      | Ruolo | Calciatore        |
| -- | -------------------- | ----- | ----------------- |
| 1  | Spagna (bandiera)    | P     | Ricardo Fernández |
| 2  | Andorra (bandiera)   | D     | Oriol Fité        |
| 3  | Andorra (bandiera)   | D     | Xavier Gil        |
| 4  | Andorra (bandiera)   | C     | Josep Ayala       |
| 5  | Andorra (bandiera)   | D     | Òscar da Cunha    |
| 6  | Andorra (bandiera)   | C     | Oscar Sonejee     |
| 7  | Argentina (bandiera) | A     | Danilo Aguirre    |
| 8  | Andorra (bandiera)   | C     | Genís García      |
| 9  | Argentina (bandiera) | A     | Norberto Urbani   |
| 10 | Danimarca (bandiera) | A     | Eric Bodjo        |
| 11 | Andorra (bandiera)   | C     | Manolo Jiménez    |
| 12 | Spagna (bandiera)    | D     | Francesc Ramírez  |
| 13 | Spagna (bandiera)    | P     | Israel Serrano    |

| N. |                       | Ruolo | Calciatore        |
| -- | --------------------- | ----- | ----------------- |
| 14 | Andorra (bandiera)    | C     | Ivan García Perez |
| 15 | Andorra (bandiera)    | C     | David Rodríguez   |
| 16 | Andorra (bandiera)    | D     | Alex Rodríguez    |
| 17 | Spagna (bandiera)     | D     | Alfonso Sanchez   |
| 18 | Portogallo (bandiera) | A     | Renato Mota       |
| 19 | Andorra (bandiera)    | D     | Gilbert Sánchez   |
| 20 | Argentina (bandiera)  | C     | Mariano Urbani    |
| 21 | Andorra (bandiera)    | D     | Javier Sánchez    |
| 22 | Andorra (bandiera)    | D     | Txema             |
| 23 | Argentina (bandiera)  | A     | Rodrigo Guida     |
| 24 | Andorra (bandiera)    | A     | Alex Izquierdo    |
| 25 | Andorra (bandiera)    | D     | David Ribolleda   |

## Risultati

### Supercopa andorrana
| Aixovall 11 settembre 2010                                                                                      | FC Santa Coloma | 2 – 3 (d.t.s.)                              | Sant Julià | Estadi Comunal d'Aixovall |
| \| \| \| \| \| M. Urbani 52’ Jiménez 117’ (rig.) \| Marcatori \| 80’ (rig.) Salvat 106’ Pinto 120’ Gonçalves \| |                 |                                             |            |                           |
| |                 |                                             |            |                           |
| M. Urbani 52’ Jiménez 117’ (rig.)                                                                               | Marcatori       | 80’ (rig.) Salvat 106’ Pinto 120’ Gonçalves |            |                           |

### UEFA Champions League

#### Primo turno preliminare
| Aixovall 29 giugno 2010, ore 19:00 CEST Andata | FC Santa Coloma  | 0 – 3 (a tav.) referto | Birkirkara | Estadi Comunal d'Aixovall\| Arbitro: \| Anthony Buttimer \| |
| Arbitro:                                       | Anthony Buttimer |                        |            |                                                             |

| Arbitro: | Bobby Madden |

|                                 |           |                                         |
| Galea 10’, 31’ Cilia 35’, 45+2’ | Marcatori | 21’ N. Urbani 45’ Jiménez 85’ M. Urbani |

## Statistiche

### Statistiche di squadra
| Competizione          | Punti | In casa | In casa | In casa | In casa | In casa | In casa | In trasferta | In trasferta | In trasferta | In trasferta | In trasferta | In trasferta | Totale | Totale | Totale | Totale | Totale | Totale | DR  |
| Competizione          | Punti | G       | V       | N       | P       | Gf      | Gs      | G            | V            | N            | P            | Gf           | Gs           | G      | V      | N      | P      | Gf     | Gs     | DR  |
| --------------------- | ----- | ------- | ------- | ------- | ------- | ------- | ------- | ------------ | ------------ | ------------ | ------------ | ------------ | ------------ | ------ | ------ | ------ | ------ | ------ | ------ | --- |
| Primera Divisió       | 47    | 10      | 9       | 1       | 0       | 34      | 4       | 10           | 5            | 4            | 1            | 37           | 7            | 20     | 14     | 5      | 1      | 71     | 11     | +60 |
| Copa Constitució      | -     | 2       | 1       | 0       | 1       | 12      | 3       | 2            | 2            | 0            | 0            | 12           | 2            | 4      | 3      | 0      | 1      | 24     | 5      | +19 |
| Supercopa andorrana   | -     | -       | -       | -       | -       | -       | -       | -            | -            | -            | -            | -            | -            | 1      | 0      | 0      | 1      | 2      | 3      | -1  |
| UEFA Champions League | -     | 1       | 0       | 0       | 1       | 0       | 3       | 1            | 0            | 0            | 1            | 3            | 4            | 2      | 0      | 0      | 2      | 3      | 7      | -4  |
| Totale                | -     | 13      | 10      | 1       | 2       | 46      | 10      | 13           | 7            | 4            | 2            | 52           | 13           | 27     | 17     | 5      | 5      | 100    | 26     | +74 |